# Guyue-Brücke
Die Guyue-Brücke  (chinesisch 古月桥, Pinyin Gǔyuè Qiáo) ist eine steinerne Fußgängerbrücke über einen kleinen Fluss westlich des Dorfes Yazhijie bei der Stadt Chi'an in der bezirksfreien Stadt Jinhua in der chinesischen Provinz Zhejiang.
Die 1213 während der Song-Dynastie fertiggestellte steinerne Bogenbrücke ist insgesamt 31,20 m lang und 4,50 m breit. Sie hat eine 15 m weite und 4,95 m hohe Öffnung. Die Öffnung ist aber nicht rund, sondern ein von fünf langen Steinbalken gebildetes Polygon. Anstelle eines gemauerten Gewölbes gibt es jeweils sechs nebeneinander angeordnete steinerne Rippen bzw. Balken. Insgesamt besteht die Öffnung also aus 5 × 6 = 30 Steinbalken, die 2,80 m lang, 0,55 m hoch und 0,30 m breit sind. Sie werden an den Stoßenden durch vier horizontale Steinbalken in ihrer Lage fixiert. Die Zwischenräume zwischen den Rippen sind mit Steinplatten abgedeckt. Grobes Steinmauerwerk bildet die Seitenwangen und eine niedrige Brüstung der gepflasterten Fahrbahn. Aus einer Inschrift an der Brücke ergibt sich ihre Erbauung in der Song-Dynastie und ihre Fertigstellung im Jahr 1213.
Die Guyue-Brücke gilt als die älteste dieser Art von Rippenbogenbrücken, die anscheinend nur in Zhejiang vorkommen. In der berühmten, ebenfalls aus der Song-Dynastie stammenden Qingming-Rolle wird eine (hölzerne) Rippenbogenbrücke dargestellt, die nach einem sehr ähnlichen Konstruktionsprinzip gefertigt wurde.
2001 wurde sie unter Denkmalschutz gestellt.
2019 wurde die das erste Mal in ihrer Geschichte saniert.